# Autostrada del Klondike
L'Autostrada del Klondike (in inglese Klondike Highway) è una strada statale che parte da Skagway in Alaska sud-orientale, Stati Uniti, e passa per il Canada attraversando la provincia della Columbia Britannica ed il territorio dello Yukon arrivando a Dawson City. 
Sia in Columbia Britannica che nello Yukon, la strada è chiamata Yukon Highway 2. In Alaska invece è denominata Alaska Route 98, per ricordare la rotta che i cercatori d'oro del Klondike seguirono nel 1898 e che il suo percorso più o meno segue in parallelo per una lunghezza di 715 km (445 mi).